# Оккупационные медали нацистской Германии
Оккупационные медали — родовое обозначение серии наград, вручаемых в нацистской Германии в довоенный период за присоединение территорий, населённых этническими немцами. Серия состояла из трёх наград: медали «В память 13 марта 1938 года» (так называемая «Аншлюс-медаль»), медали «В память 1 октября 1938 года» (так называемая «Судетская медаль») и «В память 22 марта 1939 года» (так называемая «Мемельская медаль»).
На лицевой стороне всех медалей изображалась аллегорическая композиция: один человек атлетического телосложения со знаменем в руках (Германия) помогает другому человеку также атлетического сложения подняться на постамент, символизирующий величие Германии и всех немцев. А вот оборотная сторона всех медалей отличается.
Медалями награждались солдаты и офицеры Вермахта и войск СС, партийные функционеры, чиновники, местные жители областей, принимавшие участие в присоединении территории к Третьему рейху. Для лиц, которые уже были награждены медалью «В память 1 октября 1938 года» и которые активно участвовали в создании Протектората Богемии и Моравии, 1 мая 1939 года была учреждена специальная бронзовая пластинка-пряжка размером 31х11 мм с изображением Пражского замка, которая крепилась к ленте медали.
| Лента медали | Название медали                                                                                              | Событие, в честь которого учреждена медаль | Дата учреждения медали        | Дата первого награждения медалью | Дата последнего награждения медалью | Число награждённых, чел.                      | Надпись на оборотной стороне медали | Дополнительно |
| ------------ | --- | ------------------------------------------ | ----------------------------- | -------------------------------- | ----------------------------------- | --------------------------------------------- | --- | --- |
|              | В память 13 марта 1938 года (нем. Die Medaille zur Erinnerung an den 13. März 1938)                          | Аншлюс Австрии                             | 1 мая 1938                    | 1 мая 1938                       | 13 декабря 1940                     | 318 689                                       | 13. März 1938 Ein Volk, Ein Reich, Ein Führer (13 марта Один народ, одно государство (одна империя), один вождь)                                                   | |
|              | В память 1 октября 1938 года (нем. Die Medaille zur Erinnerung an den 1. Oktober 1938)                       | Присоединение Судетской области            | 18 октября 1938 (1 мая 1939)* | 18 октября 1938                  | 1 декабря 1939                      | 1 162 617 медалей и 134 563 пластинок-пряжек* | 1. Oktober 1938 Ein Volk, Ein Reich, Ein Führer (1 октября 1938 Один народ, одно государство (одна империя), один вождь)                                           | * — Для лиц, награждённых медалью и активно участвовавших в создании Протектората Богемии и Моравии, 1 мая 1939 года была учреждена специальная бронзовая пластинка-пряжка размером 31×11 мм для крепления к ленте медали. |
|              | В память 22 марта 1939 года (нем. Die Medaille zur Erinnerung an die Heimkerhr des Memllandes 22. März 1939) | Присоединение Мемеля к Германии            | 1 мая 1939                    | 1 мая 1939                       | декабрь 1940                        | 31 322                                        | Zur Erinnerung an die Heimkehr des Memellandes 22. März 1939 (3a возвращение Мемельской области 22 марта 1939 года). Надпись обвивается венком из дубовых листьев. | |

## Галерея

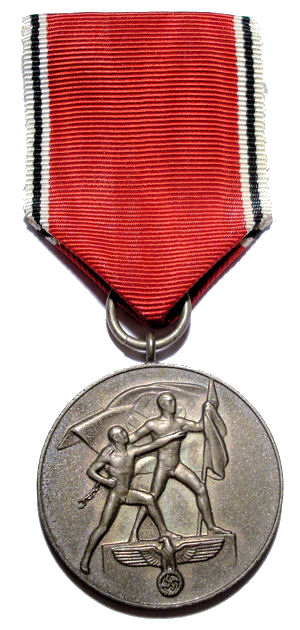
Медаль «В память 13 марта 1938 года». Лицевая сторона
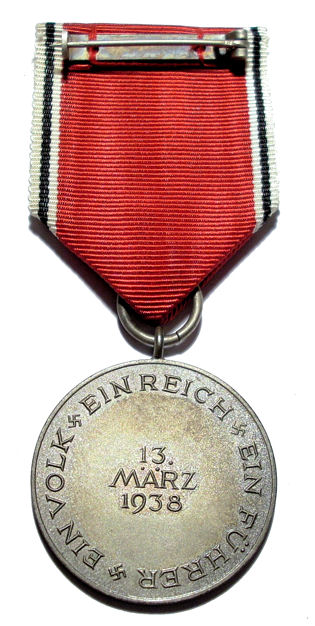
Медаль «В память 13 марта 1938 года». Оборотная сторона
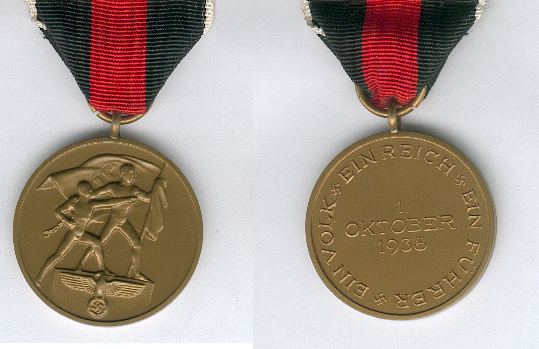
Медаль «В память 1 октября 1938 года». Слева - лицевая сторона, справа - оборотная сторона.
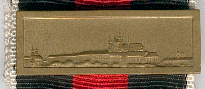
Бронзовая пряжка к ленте медали «В память 1 октября 1938 года» с Пражским замком.
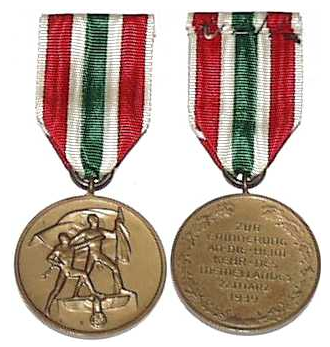
Медаль «В память 22 марта 1939 года». Слева - лицевая сторона, справа - оборотная сторона.